# Toa Payoh
Toa Payoh (Chinees: 大巴窑, Tamil: தோ பயோ) is een wijk in het noorden van de Central Region van de stadstaat Singapore. 
In Toa Payoh is een productie-eenheid van Koninklijke Philips gevestigd.
De wijk wordt bediend door de metrostations Toa Payoh en Braddell, beide op de North South Line.